# Vaccinium korthalsii
Vaccinium korthalsii är en ljungväxtart som beskrevs av Friedrich Anton Wilhelm Miquel. Vaccinium korthalsii ingår i Blåbärssläktet, och familjen ljungväxter. Inga underarter finns listade i Catalogue of Life.